# Asota aequalis
Asota aequalis là một loài bướm đêm trong họ Erebidae.